# Katastrophenberichterstattung
Als Katastrophenberichterstattung wird die Information der Bevölkerung über Naturkatastrophen durch die Medien und Journalisten bezeichnet. Sie folgt allgemeinen Abläufen und wird durch den Nachrichtenwert bestimmt. Anhand von Modellen lässt sich der Lebenszyklus beschreiben.

## Downs: Issue-Attention Cycles / Themenkarriere
Erstmals wurde der Lebenszyklus eines Themas im Rahmen einer Katastrophe 1972 von Anthony Downs beschrieben. Das Modell enthielt folgende Phasen:
- „pre-problem stage“: Ereignis existiert, findet aber noch nicht in den Medien statt
- „alarmed discovery and euphoric enthusiasm stage“: Krise entsteht, hohe Aufmerksamkeit, euphorische Diskussion von Gegenmaßnahmen
- „realizing the cost of significant progress stage“: Bewusstsein für Kosten, Aufwand und Zeitdauer für die Lösung entsteht
- „gradual decline of intense public interest stage“: Resignation, Abnutzung und daraus entstehende Zurückhaltung
- „post-problem stage“: über das Thema wird weniger berichtet, ggf. spätere Berichterstattung aus gegebenem Anlass[1][2]

## Görke: Berichterstattung über Krisen und Katastrophen
Alexander Görke veröffentlichte 2008 fünf Phasen der Katastrophenberichterstattung. Dies sind:
- Monopolisierung: Live-Reportagen, Schalten zu Experten und Korrespondenten, 24-h-Berichterstattung
- Dominierung: Berichterstattung geht zurück, Fokus wieder auf andere Themen
- Normalisierung: alle Themen haben den ungefähr gleichen Anteil in der Berichterstattung
- Marginalisierung: Ereignis kommt kaum noch in der Berichterstattung vor
- Reaktualisierung: Über das Ereignis wird erneut berichtet, z. B. zu Jahrestagen oder bei neuen Erkenntnissen[3]

## Bedeutung der Medien
Den Medien kommt nach einer Katastrophe eine besondere Bedeutung zu. Sie müssen zwischen verschiedenen Schwerpunkten abwägen und stehen im Konflikt zwischen schneller und aktueller Berichterstattung oder der genauen Recherche von Informationen und neutraler Berichterstattung oder Wertung und Einordnung des Geschehens. Die Themen sind aktuelle wissenschaftliche Erkenntnisse auf dem neuesten Stand, Maßnahmen, die die Bevölkerung treffen kann, die Aufklärung über Risiken und die Darstellung der politischen und der gesellschaftlichen Diskussion. Die Schwierigkeit besteht darin, alle Entwicklungen, die gleichzeitig geschehen, im Blick zu halten. Dies erfordert hohe personelle und technische Ressourcen. Oft werden in den Redaktionen Krisenzentren gebildet, die die Koordination der Themen übernehmen, den Personaleinsatz steuern und die Gefahren für die Korrespondenten und Journalisten vor Ort bewerten.

## Wissenschaft
Die Berichterstattung und resultierende Diskussionen nach einer Krise werden durch die Risikokommunikationsforschung wissenschaftlich begleitet.